# Мэсси, Анна
Анна Рэймонд Мэсси (англ. Anna Raymond Massey; 11 августа 1937 — 3 июля 2011) — английская актриса кино, театра и телевидения. Дочь актёров Рэймонда Мэсси и Эдрианн Аллен.

## Биография
Она выиграла премию BAFTA TV Award за роль Эдит Хоуп в телевизионной адаптации новеллы Аниты Брукнер "Отель «У озера» в 1986 году. По словам одной из её коллег, Джулии Маккензи, «эта роль будто бы была написана для неё».
Анна Мэсси была дважды замужем. От брака с Джереми Бреттом есть сын, родившийся в 1959 году . Во втором браке с Ари Эндесом актриса прожила с 1988 году до самой своей смерти от рака в 2011 году.

## Избранная фильмография
| Год  |    | Русское название                            | Оригинальное название                          | Роль    |
| ---- | -- | ------------------------------------------- | ---------------------------------------------- | ------- |
| 2005 | мф | Уоллес и Громит: Проклятие кролика-оборотня | Wallace & Gromit: The Curse of the Were-Rabbit | женщина |